# Beam of Light
Beam of Light — второй полноценный альбом японской рок-группы ONE OK ROCK, выпущенный 28 мая 2008 года. Альбом поднялся на 17-ю позицию в еженедельном чарте Oricon, и продержался на этой позиции 6 недель.
| Оценки критиков | Оценки критиков |
| Источник        | Оценка          |
| --------------- | --------------- |
| AllMusic        | [ 3 ]           |

## История создания
ONE OK ROCK выпустили свой 2-й альбом Beam of Light в мае 2008 года. В планах на год было 2 релиза, поэтому в ноябре, набравшись опыта и поэкспериментировав со звуком, группа выпустила альбом Kanjō Effect. В интервью журналу Rockin'On в июне 2012 года группа рассказала, что они не считают Beam of Light полноценным альбомом, а скорее как шаг на пути взросления группы. Неясное происхождение альбома стало причиной того, что они до сих пор не сыграли ни одной песни из Beam of Light в живых выступлениях. Вскоре после выпуска Beam of Light они дали концерт в Shibuya AX.

## Список композиций
| №                   | Название                                                                                    | Текст песни         | Музыка              | Длительность |
| ------------------- | ------------------------------------------------------------------------------------------- | ------------------- | ------------------- | ------------ |
| 1.                  | «Hitsuzen Maker» (яп. 必然メーカー)                                                         | Така                | Така Тору           | 3:30         |
| 2.                  | «Melody Line no Shibouritsu» (яп. Melody Lineの死亡率/ англ. Melody Line of Mortality Rate) | Тору                | Така Тору           | 3:44         |
| 3.                  | «100% (англ. One Hundred Percent)»                                                          | Така                | Така Тору           | 3:06         |
| 4.                  | «Abduction-Interlude»                                                                       | Така                | Алекс               | 1:45         |
| 5.                  | «Sansan Dama»                                                                               | Така                | Така                | 3:58         |
| 6.                  | «Koubou» (яп. 光芒/ англ. Light Beam)                                                       | Така                | Така                | 3:28         |
| 7.                  | «Crazy Botch»                                                                               | Така                | Така Тору Алекс     | 3:54         |
| 8.                  | «Yap»                                                                                       | Така                | Така                | 2:46         |
| Общая длительность: | Общая длительность:                                                                         | Общая длительность: | Общая длительность: | 26:12        |

## Чарты

### Альбом
| Чарт (2008)                        | Наивысшая позиция |
| ---------------------------------- | ----------------- |
| Японские альбомы (Oricon)          | 17                |
| Японские альбомы (Billboard Japan) | 14                |

## Участники записи
ONE OK ROCK
- Такахиро «Така» Мориути — Вокал
- Тору Ямасита — Рэп, Ритм-гитара
- Рёта Кохама — Бас-гитара
- Томоя Канки — Ударные
- Александр «Алекс» Рэимон Онидзава — Соло-гитара